# 藍斑蝴蝶魚
藍斑蝴蝶魚，又稱四棘蝴蝶魚，俗名藍腰蝶，為輻鰭魚綱鱸形目蝴蝶魚科的其中一種。

## 分布
本魚分布於印度西太平洋區，包括東非、亞丁灣、馬爾地夫、葛摩、模里西斯、塞席爾群島、印度、斯里蘭卡、馬來西亞、安達曼海、泰國、菲律賓、印尼、中國南海、東海、日本、台灣、越南、新幾內亞、所羅門群島、澳洲、馬里亞納群島、馬紹爾群島、密克羅尼西亞、帛琉、諾魯、斐濟群島、東加、吉里巴斯、吐瓦魯、萬納杜等海域。

## 深度
水深3至10公尺。

## 特徵
本魚體黃色，眼部有黑褐色眼帶，本種特徵為在側線處有一藍色縱斑，且在背鰭基部末端的尾柄上有一具白緣的眼狀斑。幼魚身上無藍色斑。鰭硬棘13至14枚、軟條17至18枚；臀鰭硬棘4枚、軟條17至19枚。體長可達15公分。

## 生態
本魚幼魚常成群藏身在珊瑚叢中，成魚則成對在珊瑚礁區域游動覓食。屬肉食性，以珊瑚蟲為食。

## 經濟利用
為高價值觀賞性魚類，不供食用。